# 西班牙内战中的无政府主义加泰罗尼亚
从1936年7月到1939年，西班牙内战中的加泰罗尼亚地区（西班牙东北部的自治区）曾被多个无政府主义、共产主义和社会主义工会、政党和民兵武装控制。虽然加泰罗尼亚政府仍是名义上的权力中心，但各工会工团实际上掌控了该地区主要经济和军事力量。加泰罗尼亚的几大重要革命派系分别为在西班牙劳工运动中占主导地位的全国劳工联盟和与其紧密联系的伊比利亚无政府主义联合会、社会主义的劳动者总联盟、共产主义的马克思主义统一工人党和由原加泰罗尼亚共产党组成的加泰罗尼亚统一社会党。
加泰罗尼亚的社会主义统治始于1936年的西班牙革命，大量企业和工厂转入工人控制，农村开始进行集体耕作，并对国民派和天主教会展开攻击。内战后期，随着西班牙共产党在人民阵线政府中就革命委员会国有化问题与全国劳工联盟和马克思主义统一工人党发生矛盾，最终导致共产主义的加泰罗尼亚统一社会党在五月事变后取代全国劳工联盟成为了加泰罗尼亚的主导势力。1939年，加泰罗尼亚被国民军攻克。
这一时期加泰罗尼亚的治理深受无政府工团主义和无政府共产主义影响，加泰罗尼亚也因此成为了历史上最大的无政府主义地区。这两种意识形态都受到彼得·阿列克谢耶维奇·克鲁泡特金和他的书籍《面包与自由》的极大影响，《面包与自由》描绘了一个工业、公司和企业均受工人组成的工会所控制的未来。